# IFK Göteborg
Der IFK Göteborg (schwedisch: Idrottsföreningen Kamraterna „Sportvereinigung Die Kameraden“) ist neben Malmö FF Schwedens erfolgreichster Fußballverein. Der Verein spielt seit 1976 ununterbrochen in der Allsvenskan, der höchsten schwedischen Spielklasse. Die größten Erfolge des Vereins sind auf internationaler Ebene die Gewinne des UEFA-Pokals 1982 und 1987, zudem stand er im Europapokal der Landesmeister 1985/86 im Halbfinale. Mit 18 Meistertiteln, darunter 15 in der Allsvenskan, und acht Erfolgen im nationalen Pokalwettbewerb gehörte der Klub jeweils zu den führenden Vereinen.
Beim schwedischen Klub gelang dem renommierten Trainer Sven-Göran Eriksson Anfang der 1980er Jahre der Durchbruch für eine internationale Karriere. Zudem ist der Verein Heimatklub etlicher national und international erfolgreicher Spieler, hierunter finden sich beispielsweise der in Italien als Teil von Gre-No-Li erfolgreiche Gunnar Gren oder der vormalige Rekordnationalspieler Björn Nordqvist.

## Allgemeines

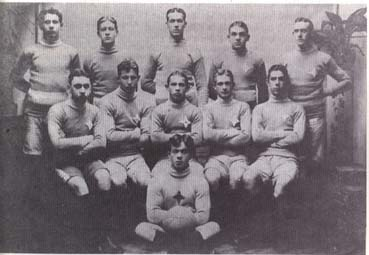
Mannschaft von 1905

Der Verein wurde am 4. Oktober 1904 in Göteborg gegründet. Neben Fußball gibt es im Verein die Sektionen Bowling, Leichtathletik, Orientierungslauf, Skisport und Eisschnelllauf.
Die Vereinsfarben sind blau-weiß, Spitznamen lauten Blåvitt (Blau-Weiß) und Änglarna (die Engel). Das eigentliche Heimatstadion ist Gamla Ullevi, bei Spielen mit hoher Publikumsresonanz wurde allerdings schon häufig auf das größere Ullevi ausgewichen. Am 9. Januar 2007 wurde mit dem Abriss des alten Stadions begonnen und ein neues, reines Fußballstadion gebaut, das denselben Namen trägt. Am 5. April 2009 wurde es offiziell eröffnet.
Der Verein führt die ewige Tabelle der Allsvenskan, der höchsten schwedischen Fußballliga, an. Er wurde 18-mal schwedischer Fußballmeister und gewann zweimal den UEFA-Pokal (1982 und 1987).
Stadtderbys in der Allsvenskan spielt der Verein gegen GAIS und BK Häcken, als brisant gelten zudem die Duelle mit den Stockholmer Vereinen AIK, Bajen und Djurgården.

## Geschichte

### Anfangsjahre
Die Fußballmannschaft spielte ab 1905 auf dem Idrottsplatsen, der bis 1916 mit einer einjährigen Unterbrechung 1910, als man in Balders Hage spielte, das erste Heimstadion des Klubs war. Anfangs stand der Klub im Schatten des Lokalrivalen Örgryte IS, der in den Anfangsjahren des schwedischen Fußballs auch die Svenska Mästerskapet dominierte. Bei der ersten Teilnahme 1907 war dies auch der Gegner im Auftaktspiel, das mit einer herben 0:8-Niederlage endete. Im Folgejahr erreichte die Mannschaft jedoch das Endspiel, das im Göteborger Walhalla IP – Heimatstadion des Rivalen – ausgetragen wurde. Mit einem 4:3-Erfolg unter Leitung des renommierten Schiedsrichters Ruben Gelbord über IFK Uppsala gewann der Klub im fünften Jahr seines Bestehens den ersten nationalen Titel. Der Klub stellte im gleichen Jahr mit Torhüter Ove Eriksson, Nils Andersson und Erik Börjesson drei Spieler für das erste Länderspiel der schwedischen Nationalmannschaft, die auf dem Idrottplatsen vor 3.000 Zuschauern gegen Norwegen antrat und einen 11:3-Erfolg feierte.
1910 gewann IFK Göteborg dank dreier Treffer von Börjesson mit einem 3:0-Endspielsieg über Djurgårdens IF erneut im Walhalla IP den zweiten Meistertitel, den dritten Triumph feierte die Mannschaft 1918 im Olympiastadion Stockholm nach einem 5:0-Endspielsieg über Hälsingborgs IF. Zwischenzeitlich dominierte sie zudem die 1910 als erster überregionaler Ligabetrieb ins Leben gerufene Svenska Serien, in der zwischen 1913 und 1917 fünfmal in Folge der erste Platz belegt wurde. Aus dieser Serie hinaus gründete sich 1924 die Allsvenskan als nationale Liga, in der IFK Göteborg zu den Gründungsmitgliedern zählte. Hier gehörte der Klub auch anfangs zu den führenden Vereinen, 1925 und 1927 wurde die Mannschaft hinter dem Ortsrivalen GAIS jeweils Zweiter (der offizielle Meistertitel wurde in der Allsvenskan erst ab 1931 vergeben). Am Ende der Spielzeit 1934/35 gewann der Klub den Titel, stieg aber bereits drei Jahre später am Ende der Spielzeit 1937/38 in die Zweitklassigkeit ab. Nach dem direkten Wiederaufstieg verhinderte in der Spielzeit 1939/40 nur der schlechtere Torquotient gegenüber dem punktgleichen Titelverteidiger IF Elfsborg den erneuten Gewinn der Meisterschaft. Diese wurde zwei Jahre später vor Lokalrivale GAIS gewonnen, ehe eine Durststrecke mit erneutem Abstieg im Sommer 1950 begann. Wiederum gelang der direkte Wiederaufstieg und Platzierungen im vorderen Bereich, in der aufgrund Umstellung des Spielrhythmus auf Kalenderjahr verlängerten Spielzeit 1957/58 gewann man erneut die Meisterschaft. Bis zum erneuten Titelgewinn dauerte es elf Jahre, diesem folgte der jähe Absturz – als amtierender Meister belegte der Klub am Ende der Spielzeit 1970 nur einen Abstiegsplatz.

### Die Jahre in der zweiten Liga (1970–76)
Viele IFK-Fans können sich noch erinnern als der Verein in den 1970er Jahren nur in der zweiten Liga spielte. Nach dem Titelgewinn 1969 stieg der Verein überraschend in der folgenden Saison ab, sodass sich in den folgenden Jahren der größte Verein Göteborgs in der Zweitklassigkeit wiederfand. Erst 1976 schaffte IFK als souveräner Spitzenreiter der damaligen Division 2 (Heute: Superettan) das Comeback in die erste Liga. Der Höhepunkt des Jahres war das Spiel gegen GAIS im Ullevi-Stadion vor über 50.000 Zuschauern. Nach der Rückkehr in die Allsvenskan baute der Manager Bernmar ein neues Team mit jungen Spielern wie Torbjörn Nilsson, Glenn Hysén und den Brüdern Tord und Tommy Holmgren auf. Der Verein kaufte auch Nationalspieler wie Björn Nordqvist, Ralf Edström und Ove Kindvall und geriet dadurch in finanzielle Nöte.

### Der Gewinn des UEFA-Pokals 1982 und 1987
Der unerwartete Titel im UEFA-Pokal 1981/82 entspannte die Situation im Verein wieder und bedeutete zugleich den bis dahin größten Erfolg der Vereinsgeschichte. IFK Göteborg gewann sensationell die beiden Finalspiele gegen den Hamburger SV mit 1:0 in Göteborg und anschließend im Hamburger Volksparkstadion mit 3:0. Spieler wie Torbjörn Nilsson, Dan Corneliusson, Glenn Hysén, Glenn Strömberg und Tord Holmgren wurden zu Vereinslegenden. Trainer des 82er Teams war Sven-Göran Eriksson, der nach dem Sieg zu Benfica Lissabon wechselte. IFK Göteborg wurde im selben Jahr sowohl schwedischer Meister als auch Pokalsieger und gewann damit das Triple. Auf dem Weg ins UEFA-Pokalfinale hatte der IFK gegen Vereine wie FC Valencia und den 1. FC Kaiserslautern gewonnen.
Der größte Erfolg im Europacup der Landesmeister kam 1986, als IFK das Halbfinale erreichte. Im ersten Spiel gewann IFK gegen den FC Barcelona im Ullevistadion mit 3:0, mit Torbjörn Nilsson als Mann des Spiels. Das Rückspiel verlor man allerdings mit 0:3 und danach auch das Elfmeterschießen. 1987 wurde IFK zum zweiten Mal UEFA-Pokalsieger. Im Finale schlug man Dundee United.

### Titelgewinne am laufenden Band (1990–96)
Neue Erfolge konnte der Verein in den 1990er Jahren feiern. Zwischen 1990 und 1996 wurde IFK insgesamt sechs Mal schwedischer Meister und nahm außerdem erfolgreich am Europapokal der Landesmeister und der Champions League teil. Neue Stars wie Jesper Blomqvist, Joachim Björklund, Magnus Erlingmark und Andreas Andersson spielten im Verein und in der schwedischen Nationalmannschaft. IFK Göteborg hatte eine Reihe von Spielern im legendären schwedischen WM-Kader in den USA 1994: Thomas Ravelli, Stefan Rehn, Mikael Nilsson u. v. a. – Torwart Ravelli avancierte hierbei zum großen WM-Helden, da er im Viertelfinale gegen Rumänien zwei Elfmeter parieren konnte.

### Zwischen Tabellenspitze und Abstiegskampf (seit 1997)

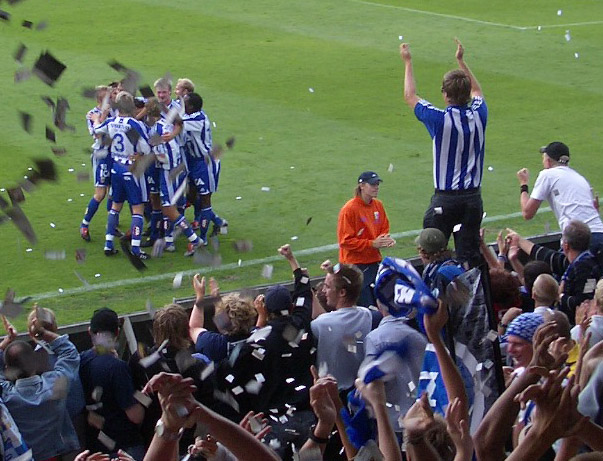
Die Fans des IFK Göteborg jubeln über ein Tor.

Nach dem Titelgewinn 1996 wurde IFK Göteborg in der nächsten Saison „nur“ Zweiter und kaufte in den kommenden Jahren viele neue Spieler ein, die meisten von ihnen schafften allerdings nie den Durchbruch. Der früher so erfolgreiche Verein spielte ohne Glück und Trainer wie Mats Jingblad wurden entlassen. 2004 feierte IFK Göteborg hundertjähriges Jubiläum. 2007 gelang nach elf Jahren wieder der Gewinn der Meisterschaft und hielt sich die beiden folgenden Jahre im Bereich der Europapokalplätze. Ansonsten belegte man allerdings größtenteils nur Plätze im Mittelfeld der Liga, in den Wettbewerben um den Landespokal 2012/13 unter Trainer Mikael Stahre im Elfmeterschießen gegen Djurgårdens IF und um den Landespokal 2014/15 unter Trainer Jörgen Lennartsson mit einem 2:1-Endspielsieg gegen Örebro SK folgten weitere Titelgewinne. Zudem wurde der Klub in der Spielzeit 2014 hinter Malmö FF und im Folgejahr hinter IFK Norrköping Vizemeister, konnte sich aber erneut nicht dauerhaft an der Tabellenspitze festsetzen und stand in den folgenden Jahren zeitweise im Abstiegskampf. Unter Cheftrainer Poya Asbaghi gelang im Pokalwettbewerb 2019/20 erneut der Titelgewinn, in Abstiegsgefahr befindlich musste dieser jedoch wenige Wochen später demissionieren.

## Aktueller Kader 2025
- Stand: 8. Juni 2025[2]

| Nr. |          | Position | Name                 |
| --- | -------- | -------- | -------------------- |
| 1   | Schweden | TW       | Pontus Dahlberg      |
| 3   | Schweden | MF       | August Erlingmark    |
| 4   | Ghana    | AB       | Rockson Yeboah       |
| 5   | Danemark | AB       | Jonas Bager          |
| 6   | Norwegen | MF       | Anders Trondsen      |
| 7   | Danemark | ST       | Sebastian Clemmensen |
| 8   | Schweden | MF       | Imam Jagne           |
| 9   | Danemark | ST       | Max Fenger           |
| 10  | Schweden | ST       | Hussein Carneil      |
| 13  | Schweden | MF       | Gustav Svensson      |
| 14  | Norwegen | ST       | Tobias Heintz        |
| 15  | Danemark | MF       | David Kruse          |
| 16  | Schweden | ST       | Linus Carlstrand     |

| Nr. |          | Position | Name                   |
| --- | -------- | -------- | ---------------------- |
| 17  | Norwegen | ST       | Eman Markovic          |
| 18  | Schweden | AB       | Felix Eriksson         |
| 19  | Albanien | ST       | Arbnor Mucolli         |
| 21  | Schweden | MF       | Adam Carlén            |
| 22  | Schweden | AB       | Noah Tolf              |
| 23  | Island   | MF       | Kolbeinn Thórdason     |
| 25  | Schweden | TW       | Elis Bishesari         |
| 26  | Schweden | MF       | Benjamin Brantlind     |
| 27  | Schweden | ST       | Alfons Borèn           |
| 28  | Schweden | MF       | Lucas Kahed            |
| 29  | Danemark | AB       | Thomas Santos          |
| 30  | Schweden | MF       | Ramon Pascal Lundqvist |
|     | Schweden | TW       | David Mikhail          |

## Erfolge

### International
- UEFA-Pokalsieger (2): 1982, 1987

### National
- Schwedischer Meister (18): 1908, 1910, 1918, 1934/35, 1941/42, 1957/58, 1969, 1982, 1983, 1984, 1987, 1990, 1991, 1993, 1994, 1995, 1996, 2007
- Schwedischer Pokalsieger (8): 1979, 1982, 1983, 1992, 2008, 2012/13, 2014/15, 2019/20
- Schwedischer Supercupsieger (1): 2008

## Spieler
- Bertil Johansson (1954–1968)
- Torbjörn Nilsson (1974–1976, 1977–1982, 1984–1986)
- Björn Nordqvist (1975–1978)
- Ralf Edström (1977–1979)
- Glenn Hysén (1978–1983)
- Glenn Strömberg (1979–1982)
- Dan Corneliusson (1979–1983)
- Kennet Andersson (1989–1991)
- Thomas Ravelli (1989–1997,1999)
- Jesper Blomqvist (1993–1996)
- Niclas Alexandersson (1996–1997, 2004–2008)
- Teddy Lučić (1996–1998)
- Marcus Berg (19??–2005) Jugend, (2005–2007) Spieler
- Pontus Wernbloom (2003–2004) Jugend, (2005–2009) Spieler

## Trainer (Auswahl)
- József Nagy (1943–1948)
- Walter Probst (1954–1959)
- Gunnar Gren (1960)
- Yngve Brodd (1963–1966)
- Bertil Johansson (1967–1970)
- Hans Karlsson (1971–1973)
- Holger Hansson (1974)
- Nils Berghamn (1975–1976)
- Hans Karlsson (1977–1978)
- Sven-Göran Eriksson (1979–1982)
- Gunder Bengtsson (1982)
- Björn Westerberg (1983–1984)
- Gunder Bengtsson (1985–1988)
- Kjell Pettersson (1988–1989)
- Stefan Lundin (1999–2002)
- Roger Gustafsson (2002)
- Bo Johansson (2003–2004)
- Arne Erlandsen (2004–2006)
- Kjell Pettersson (2006)
- Jonas Olsson & Stefan Rehn (2007–2010)
- Jonas Olsson (2010–2011)
- Mikael Stahre (2011–2012)
- Jörgen Lennartsson (2015–2017)
- Alf Westerberg (2017)
- Poya Asbaghi (2018–2020)
- Ferran Sibila (2020)
- Roland Nilsson (2020–2021)
- Mikael Stahre (2021–2023)
- William Lundin & Alexander Tengryd (2023)
- Jens Berthel Askou (2023–2024)
- Stefan Billborn (2024–)